# Nakayoshi
Nakayoshi (なかよし, Nakayoshi, Bons amigos) é uma das mais importantes revistas japonesas de pré-publicação de mangás no estilo shoujo, em especial maho shoujo, da editora Kodansha. 
Publicada mensalmente desde dezembro de 1954, nessa revista já saíram grandes mangás, logo transformados em anime e por isso famosos no mundo inteiro como Pretty Guardian Sailor Moon, Card Captor Sakura, Guerreiras Mágicas de Rayearth, Sugar Sugar Rune, Tokyo Mew Mew, entre outros. 
Tem como público-alvo meninas com idade entre oito e doze anos, por isso sempre traz pequenos brindes como pôsteres, por exemplo: jogos, bolsas e adesivos. Em 1994, foi lançado um jogo para Super Nintendo pela distribuidora Bandai chamado no ocidente de Panic in Nakayoshi, com várias personagens publicados na revista.
Existem duas versões internacionais da revista. Uma publicada em Hong Kong e outra na Indonésia. Essa tem periodicidade mensal e é publicada pela editora Elex Media Komputindo.

## Séries atuais
| Título da série                                                           | Autor           | Início           |
| ------------------------------------------------------------------------- | --------------- | ---------------- |
| Aoba-kun ni Kikitai Koto (青葉くんに聞きたいこと)                         | Tooyama Ema     | Novembro de 2015 |
| Cardcaptor Sakura: Clear Card-hen (カードキャプターさくら クリアカード編) | CLAMP           | Junho de 2016    |
| Celeb Na Dorei (セレブな奴隷)                                             | Seizuki Madoka  | 2008             |
| Deguchi Zero (出口ゼロ)                                                   | Seta Haruhi     | Outubro de 2012  |
| Doukyuusei ni Koi wo Shita (同級生に恋をした)                             | Miasa Rin       | Março de 2016    |
| Gekkou Himejion (月光ヒメジオン)                                          | Anno Moyoco     | 2007             |
| Hatsukoi Hajimemashita. (初恋はじめました。)                              | Yamada Daisy    | Março de 2015    |
| Hoozuki no Reitetsu: Shiro no Ashiato (鬼灯の冷徹～シロの足跡～)          | Shiba Monaka    | Dezembro de 2015 |
| Kigurumi Guardians (きぐるみ防衛隊〈ガーディアンズ〉)                     | Hoshino Lily    | Março de 2013    |
| Kugiko-chan (クギ子ちゃん)                                                | PEACH‐PIT       | Agosto de 2011   |
| Petite! Tenorikuma (プチっと！てのりくま)                                 |                 |                  |
| Tantei Team KZ Jiken Note (探偵チームKZ事件ノート)                        | Sumitaki Ryou   | Outubro de 2015  |
| Tumbling (タンブリング)                                                   | Mizukami Wataru | Abril de 2010    |

## Séries finalizadas
- Watashi ni xx Shinasai!
- Cardcaptor Sakura
- Shugo Chara!
- Koko ni Iru yo!
- Bishoujo Senshi Sailor Moon
- Tokyo Mew Mew
- Kitchen no Ohimesama
- Guerreiras Mágicas de Rayearth
- Arisa
- AAA
- Cherry Juice
- Tokyo Mew Mew à La Mode
- Guerreiras Mágicas de Rayearth 2
- Ghost Hunt
- Kamichama Karin
- Boyfriend
- Kamichama Karin Chu
- Sugar Sugar Rune
- Pichi Pichi Pitch: Mermaid Melody
- Jigoku Shōjo
- Giri Koi
- Orange Planet
- Sensei ni, Ageru.
- Amai Akuma ga Warau
- Mamotte! Lollipop
- Super Darling!
- Gokkun! Pucho
- Kamikamikaeshi
- Fairy Tail: Blue Mistral
- Juunikyuu de Tsukamaete
- Ouji to Hero
- Kimi no Neiro
- Daa! Daa! Daa!
- Otona ni Nuts
- Usotsuki Ouji to Nisemono Kanojo
- Mamacolle
- Shugo Chara-chan!
- Cocoa!
- Kekkon Shiyou yo
- Million Girl
- Modotte! Mamotte! Lollipop
- Candy Candy
- Pink♥♥Innocent
- Tomodachi
- Mugen Densetsu Takamagahara
- Megane Ouji
- Wild da mon♥
- Futari no Himitsu
- Chocolate
- Kedamono Damono